# Benjamin Tillman
Benjamin Tillman (Dél-Karolina, 1847. augusztus 11. – Washington, 1918. július 3.) az Amerikai Egyesült Államok szenátora (Dél-Karolina, 1895–1918).